# أمارا (مغنية)
توووهدجاتيتسيه أمارانغانا (بالإنجليزية: Tuwuhadijatitesih Amaranggana) مواليد 8 يوليو 1975 والمعروفة عالمياً باسمها الفني أمارا (بالإنجليزية: Amara) أو مارا (بالإنجليزية: mara) هي ممثلة ومغنية وعارضة أزياء إندونيسية، وهي عضو في فرقة موسيقية "Lingua"، التي تأسست في عام 1996.

## ديسكوغرافيا

### ألبوم
- Bila Kuingat (1996)
- Jangan Kau Henti (1997)
- Bintang (1998)
- Takkan Habis Cintaku (1998)
- Aku (Repackage) (1999)
- Kau Tak Di Sini (2016)

### أغنية منفردة
- إندونيسيا العظيمة (2005)
- Syukur (2005)
- Good Time (feat. Coboy) (2015)

## فيلموغرافيا

### أفلام
- Misi: 1511 (Mission: 1511; 2006)
- Tiger Boy (2015)
- ILY from 38.000 Ft (2016)

### أفلام تلفزيوني
- Orde Cinta (Order of Love; 2001)
- Wajah Kita (Our Face; 2005)
- Hatiku Menangis Melihat Anakku Benci Aku (My heart wept to see my son hates me; 2015)